# Ferrara (stad)
Ferrara is een stad in Italië en de hoofdstad van de gelijknamige provincie in de regio Emilia-Romagna. Het is ook zetel van het aartsbisdom Ferrara-Comacchio. De stad ligt ten noordnoordoosten van Bologna aan de Po di Volano, een voormalige aftakking van de enkele kilometer noordwaarts gelegen rivier de Po. In 2023 telde de stad 129.340 inwoners. Ook vele studenten van de Universiteit van Ferrara verblijven in de stad. De historische kern ligt binnen goed bewaarde, gebastioneerde muren. Typisch zijn de vele gebouwen in rode baksteen, waaronder diverse paleizen uit de renaissance. Uit die periode dateert ook de Addizione Erculea met haar brede, rechte straten. Sinds 1995 is de stad Unesco-werelderfgoed.

## Geschiedenis
De oorsprong van Ferrara is niet Etruskisch of Romeins, maar vroegmiddeleeuws. Archeologisch is er enig bewijs voor een eerste kleine nederzetting bij de San Pietrokerk, tegenover het eiland Sant'Antonio. Daar bouwde het Exarchaat Ravenna, waartoe Ferrara behoorde, een Byzantijns fort (volgens een latere kroniektraditie opgericht door exarch Smaragdus in 604). De eerste schriftelijke sporen van de naam Ferrara duiken op naar aanleiding van de verovering van het gebied door de Longobarden van koning Aistulf in 750. Pas vanaf het einde van de 9e eeuw zijn er voldoende vermeldingen om aan te nemen dat Ferrara aan het uitgroeien was tot stad. Dat proces mag als voltooid worden beschouwd wanneer keizer Otto I in 967 Ferrara een civitas noemt. Er verbleef toen ook met zekerheid (en misschien al een of twee eeuwen vroeger) een bisschop. Zijn zetel was eerst nog geassocieerd met Voghenza, maar dat kwijnde snel weg. Uit diezelfde 10e eeuw hebben we ook documentair bewijs voor het bestaan van een kasteel, wat dan een versterking kan zijn geweest tegen de aanvallen van de Avaren. 
De geschiedenis van Ferrara is nauw verweven met het dynamische rivierenlandschap rond de Podelta. De stad ontstond op de noordelijke oever van de Po di Volano, een arm die op het einde van de 7e eeuw de hoofdstroom van de Po was geworden, terwijl met de Po di Primera ook een nieuwe zuidelijke aftakking was ontstaan ten koste van de Po di Spina. Ferrara lag op het punt waar deze twee armen zich vertakten. Deze configuratie kreeg vorm in de 8e eeuw. De strategische controle over het rivierverkeer liet Ferrara toe een belangrijke stad te worden eens het economische netwerk zich voldoende had ontwikkeld.
Na 984 komt men Ferrara tegen als feodaal bezit van Tedald van Canossa, graaf van Modena en Canossa, neef van keizer Otto I. Tedald bouwde een tweede fort, Castel Tedaldo, naar hem genoemd. Dit stond ook op de linkeroever van de Po di Volano. De middeleeuwse stad ontwikkelde zich tussen de twee forten. De oever werd daarom Ripa Grande, oftewel Grote Oever, genoemd. Onder gravin Matilda kwam Ferrara in 1101 in opstand en na haar dood in 1015 werd het een vrije commune. De riviertol bracht de stad grote inkomsten, terwijl de Ferrarezen zelf vrijgesteld waren vanaf 1055. De politieke macht werd betwist tussen de Welfenfamilies Marchesella-Adelardi en de Ghibellijnenfamilies Salinguerra-Torelli.
In 1152 werd het rivierenlandschap rond Ferrara opnieuw hertekend door de watersnood van Ficarolo, deze keer ten nadele van Ferrara. De hoofdstroom verlegde zich noordwaarts en het debiet van de Po di Volano nam geleidelijk af doorheen de eeuwen. De genadeslag zou in 1604 worden gegeven toen de Venetianen de Taglio di Porto Viro realiseerden. 
Het was een derde grote familie, de Este's, die uiteindelijk in 1240 de macht greep door de stad te bezetten. Zij waren Welfen of pausgezinden, en steunden dus aanvankelijk de Marchesella-Adelardi. Na hun uitsterven delfde de keizersgezinde Salinguerra II Torèlli het onderspit tegen Azzo VII d'Este. Ferrara was de hoofdstad van de stadstaat en later het vorstendom Ferrara (1264-1597). Onder het Huis Este was het een baken van stabiliteit in het door oorlogen geteisterde Italië. In 1391 bekwam markies Alberto I d'Este van paus Bonifatius IX toelating om een universiteit te stichten in Ferrara. Het werd een instelling met een internationaal bereik. Er kwamen humanisten en kunstenaars naar Ferrara uit heel Italië en verder. Uit de Nederlanden trok het Ferrarese hof Rogier van der Weyden (1446-1447 en 1450-1451) en Josquin des Prez (1503-1504) aan. In de schilderkunst kwam de School van Ferrara tot bloei. De groei van de stad werd planmatig aangepakt: hofarchitect Biagio Rossetti ontwierp met de Addizione Erculanea (1492) een noordelijk stadsdeel dat door de rechte en brede straten als de eerste verwezenlijking van modern urbanisme wordt beschouwd.
Naar het einde van de 16e eeuw deden zich een aantal ongunstige ontwikkelingen voor. In 1570 werd Ferrara getroffen door een aardbeving die de halve stad verwoestte en 171 inwoners het leven kostte. Daarna volgde een lange serie naschokken, die het leven onzeker maakten en velen deed wegtrekken. In 1597 overleed Alfonso II d'Este zonder wettig nageslacht, waardoor Ferrara terugviel aan de Pauselijke Staat. Cesare d'Este wierp zich vergeefs op als erfgenaam en wist alleen het Hertogdom Modena en Reggio uit de brand te slepen, zonder Ferrara. Ten slotte realiseerden de Venetianen de Taglio di Porto Viro, een waterbouwkundige ingreep die de Po di Volano zoveel water deed verliezen, dat ze niet langer voortbestond als een arm van de Po, maar enkel nog als afwateringskanaal. 
Er brak een periode van verval aan die het inwonersaantal zag afnemen tot 27.000 in 1792. Napoleon Bonaparte maakte Ferrara deel van zijn Italiaanse vazalstaat (1805-1814), maar daarna keerde de stad terug naar de Pauselijke Staat. Er werd een Oostenrijks garnizoen gelegerd om dit te garanderen. In 1860 werd Ferrara opgenomen in het eengemaakte Italië.
De stad kende een late industrialisering die zich vooral concentreerde in Pontelagoscuro. Daar was een suikerfabriek en in 1941 kwam er op initiatief van het fascistische bewind een fabriek voor synthetisch rubber. Tot productie kwam het nauwelijks, maar na de oorlog nam Montecatini de vestiging over en startte er de eerste petrochemische activiteit van Italië. Er ontstond een cluster die tot zevenduizend mensen tewerkstelde en die tot 20% van de plastics in Italië vervaardigde, maar hij verdween in de jaren 1980.

## Bezienswaardigheden
Het historisch centrum van Ferrara is omringd door 9 km stadsmuren, op een oorspronkelijke lengte van 13 km. Ze zijn ontworpen door Biagio Rossetti in baksteen. Tijdens een eerste bouwfase (ca. 1500-1506) werden ronde bastions voorzien om geschut te plaatsen, waarna in een tweede fase geïnnoveerd werd met de toevoeging van drie hoekbastions. In de noordelijke muur is ook de Porta dei Angeli bewaard.
Het meest opvallende gebouw in de stadskern is het vierkante kasteel van het Huis Este (Castello Estense). Dit omgrachte gebouw met vier hoektorens is na 1385 gebouwd en in 1554 gedeeltelijk gerestaureerd. Voorheen was de hoofdresidentie van de Este in het huidige Palazzo Municipale. Onder hun tijdelijke verblijven zijn het Palazzo Schifanoia (met de beroemde renaissancefresco's) en het Palazzo dei Diamanti bewaard.
Onder de civiele renaissancearchitectuur kan verder het Casa Pisani worden genoemd, met zijn ghibellijnse kantelen, en het
Palazzo Costabili, waar het Nationaal Archeologisch Museum van Ferrara is ondergebracht. Het bevat de voorwerpen opgegraven in de Etruskische stad Spina.
De hoofdkerk van Ferrara is de romaans-gotische Kathedrale Basiliek San Giorgio. Van eind 16e eeuw dateert de Sint-Jan-de-Doperkerk.
Aan het Piazzetta Sant'Anna lag tot 1927 het oudste ziekenhuis van Ferrara. De kloostergang ervan is nog herkenbaar, maar het plein is grotendeels herbouwd in de jaren 1930. Daarbij werd de cel gereconstrueerd waar Torquato Tasso werd opgesloten in 1579-1586. Tijdens die bouwcampagne werd ook het Conservatorio Girolamo Frescobaldi opgetrokken.
Ferrara telt enkele synagoges en een Joods museum, in het hart van het middeleeuwse centrum, dicht bij de kathedraal en het Castello Estense. Deze straat maakte deel uit van het getto waarin Joden werden gescheiden van de rest van de bevolking van Ferrara van 1627 tot 1859.
Het Archivio Storico Comunale huisvest een belangrijk aantal historische documenten, en dateert uit de 15e eeuw. Het Archivio Storico Diocesano is ouder, en wordt al genoemd in documenten van 955. Hier bevinden zich waardevolle documenten die door de eeuwen heen door ambtenaren zijn verzameld. De stad wordt ook verrijkt door vele bibliotheken, waarmee ze een cultureel erfgoed van groot belang bezit. Zo is er onder meer het Palazzo Paradiso, ook genoemd Biblioteca Ariostea. De vader van Desiderius Erasmus, Gerard, was in de vijftiende eeuw in Ferrara als kopiist werkzaam.

## Evenementen
Ferrara heeft een bekende palio waarin acht wijken (contrade) het tegen elkaar opnemen in een paardenwedloop in historische kostuums. Hij wordt elk jaar gehouden op de laatste zondag van mei. De eerste editie moet in 1259 hebben plaatsgevonden om een overwinning van Azzo VII d'Este te vieren. In 1471 was de palio grootser dan gewoonlijk omdat Borso d'Este door paus Paulus II verheven was tot hertog van Ferrara. Het is deze editie die richtinggevend was toen de palio in de 20e eeuw na een eeuwenlange pauze werd heropgestart (eerst in 1933 en dan in 1967).
Eind augustus vindt sinds 1988 het straatmuzikantenfestival van Ferrara plaats in de vorm van een niet-competitieve parade. Door de vele deelnemers en bezoekers is het het belangrijkste festival van deze soort.

## Bestuurlijke indeling

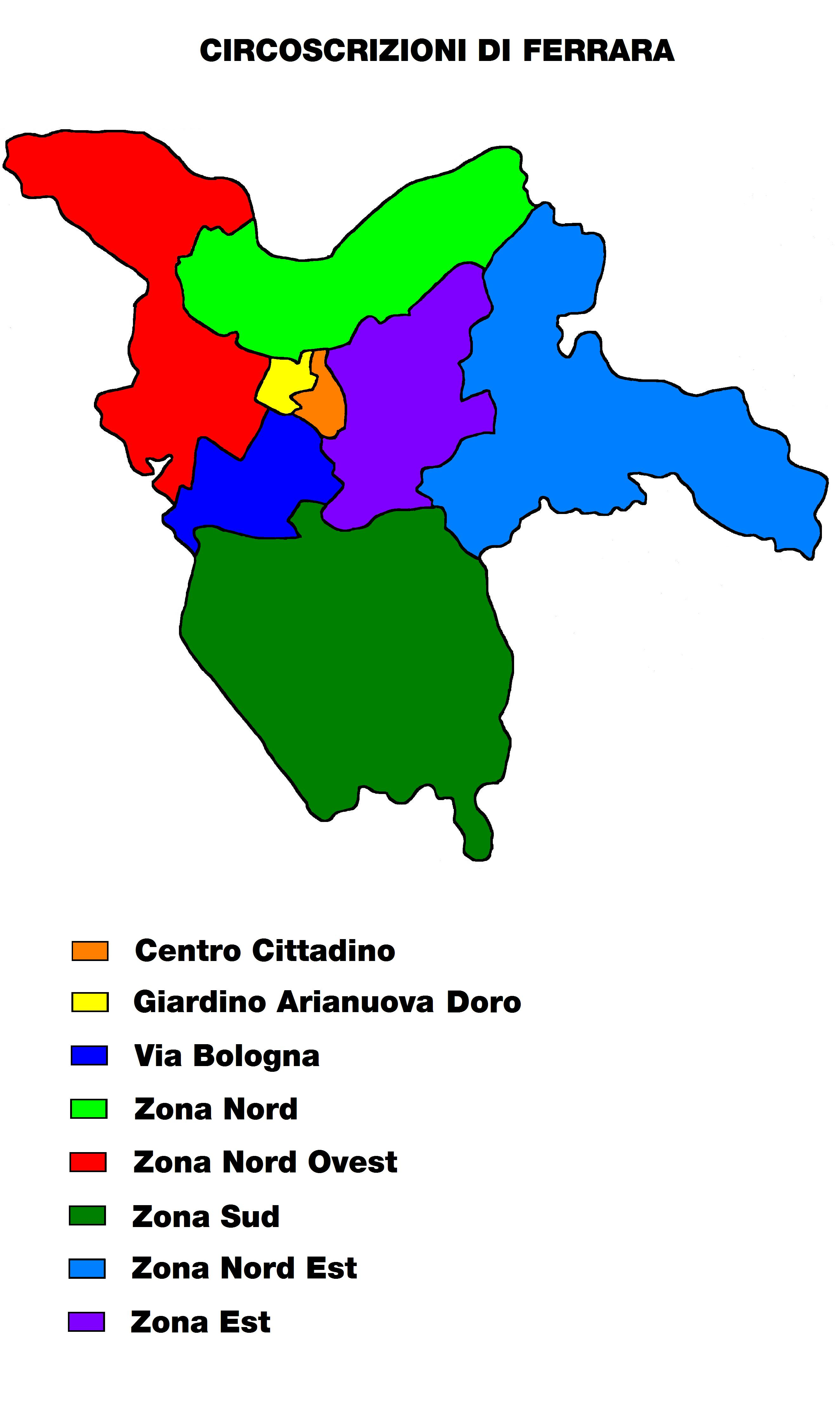
De circoscrizioni van Ferrara

Door zijn grootte kon de stad ingedeeld worden in meerdere circoscrizioni die zowel gedecentraliseerd bestuur als aparte kiesdistricten mogelijk maken.  Ferrara heeft acht circoscrizioni: Centro Cittadino, Giardino Arianuova Doro, Via Biologna, Zona Nord, Zona Nord Ovest, Zona Sud, Zona Nord Est en Zona Est.
De volgende frazioni maken deel uit van de gemeente: Bova di Marrara, Fossadalbero, Fossanova San Biagio, Fossanova San Marco, Gaibana, Gaibanella, Malborghetto di Boara, Marrara, Monestirolo, Montalbano, Pontegradella, Pontelagoscuro, San Martino, San Bartolomeo in Bosco, Sant'Egidio (Ferrara), Pescara en Torre Fossa.

## Sport
SPAL 2013 is de professionele voetbalploeg van de stad Ferrara en speelt in het Stadio Paolo Mazza. SPAL 2013 en haar voorgangers waren meermaals actief op het hoogste Italiaanse niveau, de Serie A.

## Partnersteden
- Tartu (Estland), sinds 1998
- Saint-Étienne (Frankrijk), sinds 1960
- Krasnodar (Rusland)
- Lleida (Spanje)
- Sarajevo (Bosnië en Herzegovina)
- Swansea (Wales)
- Žilina (Slowakije)
- Praag 1 (Tsjechië)

## Bekende inwoners van Ferrara

### Geboren
- Taddea d’Este (1365-1404), dame-gemalin van Padua
- Cosimo Tura (± 1430-1495), schilder uit het Quattrocento
- Biagio Rossetti (± 1447-1516), architect en urbanist
- Ercole de' Roberti (Ercole da Ferrara) (± 1451-1496), schilder uit de vroege renaissance
- Girolamo Savonarola (1452-1498), dominicaans priester en staatsman
- Dosso Dossi (± 1479-1542), kunstschilder
- Celio Calcagnini (1479-1541), humanist en wetenschapper
- Giraldi (1504-1573), dichter, hoogleraar en arts
- Giovanni Battista Riccioli (1598-1671), astronoom en katholiek priester
- Giovanni Boldini (1842-1931), impressionistisch kunstschilder (portretten)
- Michelangelo Antonioni (1912-2007), filmregisseur
- Vittorio Sgarbi (1952), kunstcriticus en televisiepersoonlijkheid
- Michele Ferrari (1953), sportarts